# Glen Murray
Glen Murray, född 1 november 1972 i Halifax, Nova Scotia, är en kanadensisk före detta professionell ishockeyspelare. Han har spelat i NHL-lagen Pittsburgh Penguins och Los Angeles Kings och Boston Bruins. 
Murray debuterade i NHL med Boston Bruins säsongen 1991-92, då 19 år gammal. Han spelade ytterligare tre säsonger i Bruins utan att utmärka sig speciellt, innan han 1995 blev bortbytt till Pittsburgh Penguins. Under sin andra säsong i Penguins blev han åter bortbytt, nu till Los Angeles Kings. I Kings slog han igenom som en stabil poänggörare, utan att vara en stjärna. Under de fem säsonger Murray spelade i Kings var han två gånger nära att nå 30-målsgränsen, men stannade båda gångerna på 29 mål. Han gjorde 60 poäng eller mer två säsonger. 
2001 kom Murray tillbaka till sin första NHL-klubb Boston Bruins genom en bytesaffär. I Bruins har han sina bästa säsonger i karriären. 2002-03 gjorde han 44 mål och 48 assist, vilket är personligt rekord.